# Melanophryniscus atroluteus
Melanophryniscus atroluteus és una espècie d'amfibi que viu a l'Argentina, el Brasil, el Paraguai i l'Uruguai.
Està amenaçada d'extinció per la pèrdua del seu hàbitat natural.